# Nairobi
Nairobi (/naɪˈroʊbi/) là thủ đô và thành phố lớn nhất của Kenya. Thành phố và khu vực xung quanh tạo thành hạt Nairobi.. Tên gọi "Nairobi" bắt nguồn từ cụm từ tiếng Maasai Enkare Nyirobi, nghĩa là"nơi của nước mát". Tuy nhiên, thành phố được biết phổ biến với tên "Thành phố xanh của Mặt Trời" và được bao quanh bởi nhiều ngoại ô biệt thự.
Thành lập vào năm 1899, Nairobi được trao địa vị thủ đô của Kenya thay thế thủ đô cũ Mombasa vào năm 1907. Đây cũng là thủ phủ của tỉnh Nairobi. Thành phố nằm trên sông Nairobi, phía nam đất nước và có độ cao tương đối so với mặt biển là 5450 ft (1,66 km). Nairobi có dân số đô thị cao nhất Đông Phi, ước tính 3 đến 4 triệu dân (theo số liệu thống kê năm 1999), dân số trong khu vực hành chính của Nairobi là 2.143.254 người sống trong diện tích 684 km². Kể từ khi thành lập một trại đường sắt năm 1899, Nairobi đã phát triển thành thành phố lớn nhất ở Kenya và là một trong những thành phố lớn nhất châu Phi. Nairobi ngày nay là thành phố hàng đầu về mặt chính trị và tài chính ở châu Phi. Thành phố này là nơi đóng trụ sở của nhiều hãng, công ty và là trung tâm văn hóa, kinh doanh.

## Lịch sử

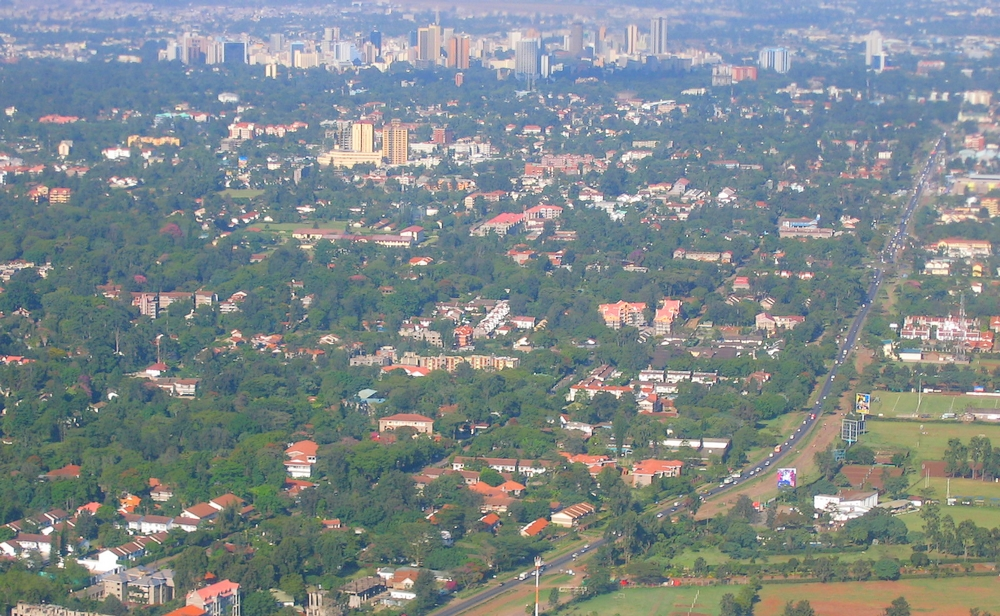
Nairobi từ trên cao, quận kinh doanh và Ngong Road

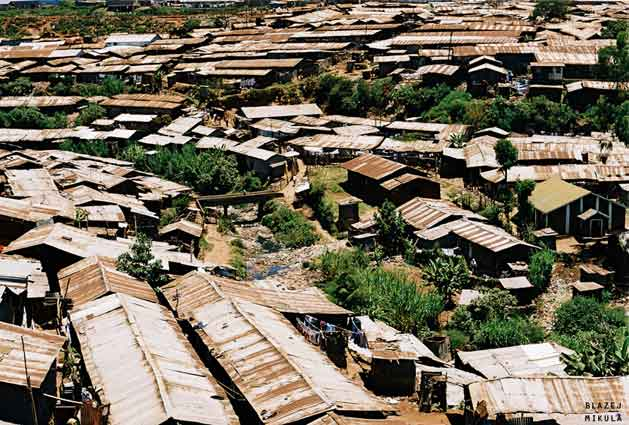
Khoảng 500.000 đến 1 triệu người sống ở khu ổ chuột Kibera - khu ổ chuột rộng và nghèo nhất châu Phi.

Thành phố này trước năm 1899 là một vùng đầm lầy không có người ở, sau khi thuộc về hãng đường sắt Uganda nó trở thành trung tâm vận chuyển và bắt đầu có người đến cư trú. Tên thành phố theo tên một hố nước sâu theo Tiếng Maasai là Ewaso Nyirobi, có nghĩa"vùng nước mát". Thị trấn này được xây lại trong những năm 1900 sau sự bùng phát một trận dịch và thị trấn ban đầu bị đốt cháy. Nairobi đã thay thế Mombasa làm thủ đô của Khu vực bảo hộ Đông Phi của Anh năm 1905. Đường sắt đã mang thịnh vượng đến cho thị trấn, khiến thị trấn phát triển nhanh. Lúc đó, Nairobi trở thành đô thị lớn thứ hai của Kenya sau Mombasa. Năm 1901, Nairobi trở thành thủ đô của vùng chế độ bảo hộ Anh và thành phố đã phát triển nhờ hành chính và du lịch săn bắn. Khi thực dân Anh bắt đầu khai thác khu vực, họ bắt đầu sử dụng Nairobi như là first port of call. Sau đó, chính phủ thực dân cho xây nhiều khách sạn lớn trong đô thị này cho những người đi săn bắn Anh cư trú.
Nairobi tiếp tục phát triển dưới sự cai trị của người Anh và nhiều người Anh định cư ngoài ngoại ô thành phố. Việc mở rộng thành phố liên tục làm cho người Maasai nổi giận khi đô thị lấn về đất của họ ở phía nam. Người Kikuyu muốn đất đai được trả lại cho họ.
Năm 1919, Nairobi được công bố là một đơn vị đô thị. Giữa những năm 1920 và 1950, số lượng người da trắng định cư ở Nairobi tăng từ 9.000 người lên 80.000 người. Điều này dẫn đến hiện tượng mâu thuẫn lợi ích giữa dân bản xứ và dân da trắng. Nairobi trở thành thành phố vào năm 1954. Sau khi kết thúc Chiến tranh Thế giới thứ 2, sự mâu thuẫn giữa dân bản xứ và dân châu Âu da trắng đã trở thành cuộc nổi loại Mau Mau. Jomo Kenyatta, Tổng thống Kenya sau này đã bị tống giam vì đã dính líu vào vụ này dù không có chứng cứ về sự liên quan của ông. Dưới sức ép của dân chúng địa phương lên người Anh, Kenya giành được độc lập năm 1963 và Nairobi trở thành thủ đô của Kenya. Sau khi độc lập, Nairobi phát triển nhanh chóng và đã gây áp lực lên hạ tầng cơ sở của thành phố: cúp điện, cúp nước triền miên. Đại sử quán Hoa Kỳ ở Nairobi bị đánh bom năm 1998 bởi Al-Quaida, giết chết 200 dân thường, một trong một loạt Các vụ đánh bom nhằm vào Đại sứ quán Mỹ năm 1998. Vị trí khu đất Đại sứ quán Mỹ bây giời là một công viên tưởng niệm.

## Địa lý
Thành phố có tọa độ 1°17′N 36°49′Đ / 1,283°N 36,817°Đ và có diện tích 696 kilômét vuông (270 dặm vuông Anh).
Nairobi nằm giữa các thành phố Kampala và Mombasa. Vì Nairobi nằm gần rìa phía đông của Thung lũng tách giãn, các trận động đất nhỏ và rung lắc thường xảy ra. Ngong Hills, năm ở phía tây thành phố là địa hình nổi bật nhất của vùng Nairobi. Núi Kenya nằm ở phía bắc Nairobi, và núi Kilimanjaro về phía đông-nam. Cả hai núi này có thể nhìn thấy từ Nairobi trong những ngày trời trong.
Sông Nairobi và các nhánh của nó đi qua các hạt của Nairobi. Giải Nobel Hòa bình được trao cho Wangari Maathai vì những nổ lục của ông để cứu rừng Karura bản địa ở phía bắc Nairobi vì khu này bị đe dọa xóa sổ do các dự án xây dựng nhà ở và các công trình hạ tầng khác.

### Khí hậu
Theo thang phân loại khí hậu của Köppen, Nairobi thuộc vùng khí hậu cao nguyên cận nhiệt đới (Cfb). Ở độ cao 1.795 mét (5.889 ft) trên mực nước biển, với những buổi tối se lạnh, đặc biệt vào tháng 6/7 nhiệt độ có thể xuống đến 10 °C (50 °F). Những ngày nắng nhất và ấm nhất trong năm từ tháng 12 đến tháng 3 với nhiệt độ trung bình là 20 độ. Nhiệt độ trung bình cao nhất trong thời gian này là 24 °C (75 °F).
Có hai mùa mưa, nhưng mưa chỉ ở mức trung bình. Những thời điểm nhiều mây nhất trong năm chỉ diễn ra ngay đầu mùa mưa cho đến tháng 9. Vì Nairobi nằm gần xích đạo nên sự khác biệt về mùa là thấp nhất so với các vùng khác. Các mùa thường được gọi là mùa mưa và mùa khô. Thời gian mặt trời mọc và lăn thay đổi ít trong suốt năm trong cùng một mùa.
| Dữ liệu khí hậu của Nairobi              | Dữ liệu khí hậu của Nairobi | Dữ liệu khí hậu của Nairobi | Dữ liệu khí hậu của Nairobi | Dữ liệu khí hậu của Nairobi | Dữ liệu khí hậu của Nairobi | Dữ liệu khí hậu của Nairobi | Dữ liệu khí hậu của Nairobi | Dữ liệu khí hậu của Nairobi | Dữ liệu khí hậu của Nairobi | Dữ liệu khí hậu của Nairobi | Dữ liệu khí hậu của Nairobi | Dữ liệu khí hậu của Nairobi | Dữ liệu khí hậu của Nairobi |
| Tháng                                    | 1                           | 2                           | 3                           | 4                           | 5                           | 6                           | 7                           | 8                           | 9                           | 10                          | 11                          | 12                          | Năm                         |
| ---------------------------------------- | --------------------------- | --------------------------- | --------------------------- | --------------------------- | --------------------------- | --------------------------- | --------------------------- | --------------------------- | --------------------------- | --------------------------- | --------------------------- | --------------------------- | --------------------------- |
| Trung bình ngày tối đa °C (°F)           | 25.5 (77.9)                 | 26.7 (80.1)                 | 26.8 (80.2)                 | 25.0 (77.0)                 | 23.5 (74.3)                 | 22.5 (72.5)                 | 22.0 (71.6)                 | 22.7 (72.9)                 | 25.0 (77.0)                 | 25.7 (78.3)                 | 24.0 (75.2)                 | 24.5 (76.1)                 | 24.5 (76.1)                 |
| Trung bình ngày °C (°F)                  | 18.0 (64.4)                 | 18.8 (65.8)                 | 19.4 (66.9)                 | 19.2 (66.6)                 | 17.8 (64.0)                 | 16.3 (61.3)                 | 15.6 (60.1)                 | 15.9 (60.6)                 | 17.3 (63.1)                 | 18.5 (65.3)                 | 18.4 (65.1)                 | 18.1 (64.6)                 | 17.8 (64.0)                 |
| Tối thiểu trung bình ngày °C (°F)        | 10.5 (50.9)                 | 10.9 (51.6)                 | 12.1 (53.8)                 | 13.4 (56.1)                 | 12.1 (53.8)                 | 10.0 (50.0)                 | 9.2 (48.6)                  | 9.1 (48.4)                  | 9.7 (49.5)                  | 11.3 (52.3)                 | 12.7 (54.9)                 | 11.7 (53.1)                 | 11.1 (52.0)                 |
| Lượng Giáng thủy trung bình mm (inches)  | 58.3 (2.30)                 | 49.8 (1.96)                 | 92.2 (3.63)                 | 242.3 (9.54)                | 189.5 (7.46)                | 38.6 (1.52)                 | 17.6 (0.69)                 | 24.0 (0.94)                 | 31.2 (1.23)                 | 60.8 (2.39)                 | 149.6 (5.89)                | 107.6 (4.24)                | 1.061,5 (41.79)             |
| Số ngày giáng thủy trung bình (≥ 1.0 mm) | 4                           | 4                           | 8                           | 15                          | 13                          | 5                           | 3                           | 4                           | 4                           | 7                           | 14                          | 9                           | 90                          |
| Số giờ nắng trung bình tháng             | 288.3                       | 266.0                       | 266.6                       | 204.0                       | 189.1                       | 159.0                       | 130.2                       | 127.1                       | 180.0                       | 226.3                       | 198.0                       | 257.3                       | 2.491,9                     |
| Số giờ nắng trung bình ngày              | 9.3                         | 9.5                         | 8.6                         | 6.8                         | 6.1                         | 5.3                         | 4.2                         | 4.1                         | 6.0                         | 7.3                         | 6.6                         | 8.3                         | 6.8                         |
| Nguồn 1: NOAA                            |                             |                             |                             |                             |                             |                             |                             |                             |                             |                             |                             |                             |                             |
| Nguồn 2: BBC Weather                     |                             |                             |                             |                             |                             |                             |                             |                             |                             |                             |                             |                             |                             |

## Thành phố kết nghĩa
Thành phố kết nghĩa của Nairobi:
- Denver, Colorado (Hoa Kỳ)